# Eurysphindus comatulus
Eurysphindus comatulus es una especie de coleóptero de la familia Sphindidae.

## Distribución geográfica
Habita en Nuevo Hampshire (Estados Unidos).